# Фильмография Одри Хепбёрн

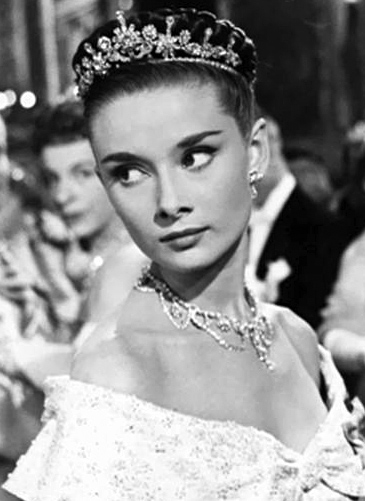
Хепбёрн в роли принцессы Анны в фильме «Римские каникулы» (1953)

Фильмография Одри Хепбёрн (1929—1993) включает в себя фильмы, телевизионные и театральные работы, в которых она участвовала на протяжении 45 лет своей актёрской карьеры (с 1948 по 1993 год). По мнению некоторых, Хепбёрн является одной из самых красивых женщин всех времён. В 1999 году Американский институт киноискусства поставил актрису на третье место в списке величайших звёзд в истории Голливуда. Кроме того, Хепбёрн запомнилась как икона стиля и кино. Её дебютом стал фильм «Голландский за семь уроков» (1948), в котором она сыграла небольшую роль стюардессы. В то же время она выступала на Британской сцене в качестве хористки в мюзиклах «Высокие ботинки на пуговицах» (1948) и «Соус Тартар» (1949). Двумя годами позже состоялся бродвейский дебют Хепбёрн, в постановке «Джиджи», в которой она исполнила главную роль. Уже в 1953 году актриса снялась в своём первом голливудском фильме «Римские каникулы» режиссёра Уильяма Уайлера, вместе с Грегори Пеком. Картина стала крайне успешной как у критиков, так и у зрителей, и Хепбёрн была отмечена различными наградами, включая «Оскар» за лучшую женскую роль, «Золотой глобус» за лучшую женскую роль в драме и BAFTA за лучшую женскую роль. В 1954 году она исполнила роль дочери шофёра, оказавшейся в любовном треугольнике, в романтической комедии Билли Уайлдера «Сабрина», в которой приняли участие Хамфри Богарт и Уильям Холден. В том же году Хепбёрн исполнила главную роль в пьесе «Ундина», за которую была награждена премией «Тони» в категории «Лучшая женская роль в пьесе».

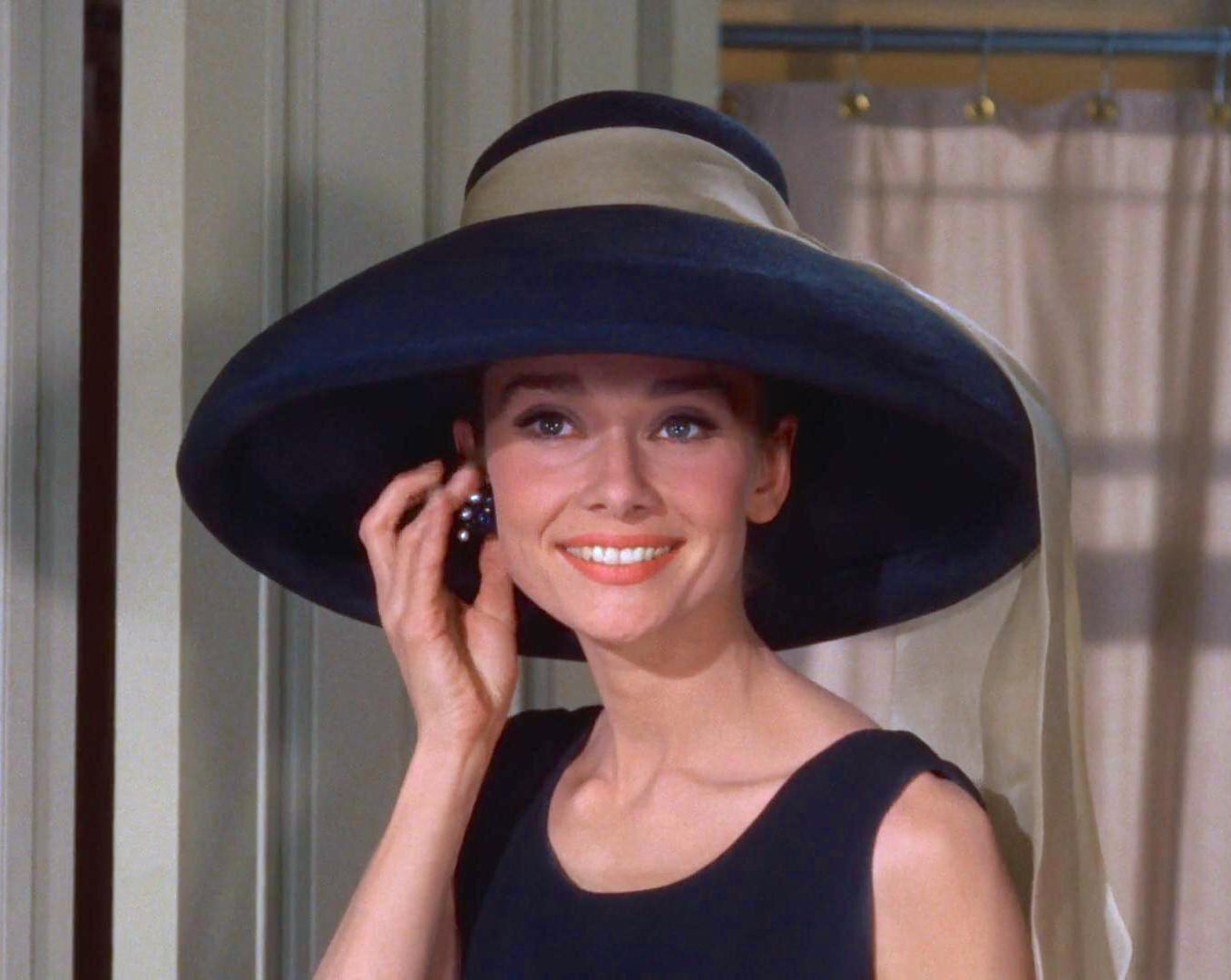
Хепбёрн в роли Холли Голайтли в фильме «Завтрак у Тиффани» (1961)

Следующей ролью Хепбёрн была Наташа Ростова в экранизации романа «Война и мир» Льва Николаевича Толстого, вышедшей в 1956 году. Год спустя актриса снялась вместе с Гэри Купером и Морисом Шевалье в картине «Любовь после полудня» режиссёра Билли Уайлдера, а также с Фредом Астером в музыкальном фильме «Забавная мордашка». В 1959 году Хепбёрн исполнила главную роль в романтическом приключенческом фильме «Зелёные поместья» и сыграла монахиню в ленте «История монахини». За этим последовали роль светской девушки Холли Голайтли в романтической комедии «Завтрак у Тиффани» и учительницы, обвиняемой в лесбиянстве, в картине «Детский час» режиссёра Уильяма Уайлера. В 1963 году она сыграла вместе с Кэри Грантом в романтическом детективе «Шарада». Через год Хепбёрн исполнила главную роль в романтической комедии «Париж, когда там жара», а также сыграла девушку-кокни Элизу Дулитл в музыкальном фильме «Моя прекрасная леди». В 1967 году она исполнила роль слепой женщины, которой угрожают наркоторговцы, в психологическом триллере «Дождись темноты», за что актриса была номинирована на «Оскар» за лучшую женскую роль. Девять лет спустя Хепбёрн сыграла деву Мэриану вместе с Шоном Коннери, исполнившим роль Робин Гуда, в фильме «Робин и Мэриан».
Последней ролью Хепбёрн в кино стало камео в мелодраме «Всегда» (1989) режиссёра Стивена Спилберга. На телеэкране актриса появилась в последний раз в 1993 году в качестве ведущей документальной программы «Сады мира с Одри Хепбёрн», за что была посмертно награждена на прайм-таймовой премии «Эмми» в категории «Выдающееся индивидуальное достижение — информационная программа». В знак признания её карьеры Хепбёрн получила специальную награду BAFTA, премию Сесиля Б. Де Милля, вручаемую на «Золотом глобусе», премию Гильдии киноактёров США за вклад в кинематограф и специальную награду премии «Тони».

## Кино
| Год  |   | Русское название           | Оригинальное название              | Роль                                             |
| ---- | - | -------------------------- | ---------------------------------- | ------------------------------------------------ |
| 1948 | ф | Голландский за семь уроков | нидерл. Nederlands in zeven lessen | Стюардесса / (англ. Stewardess)                  |
| 1951 | ф | Зёрнышко дикого овса       | англ. One Wild Oat                 | Администратор отеля / (англ. Hotel receptionist) |
| 1951 | ф | Смех в раю                 | англ. Laughter in Paradise         | Продавщица сигарет / (англ. Cigarette girl)      |
| 1951 | ф | Банда с Лавендер Хилл      | англ. The Lavender Hill Mob        | Чикита / (англ. Chiquita)                        |
| 1951 | ф | Рассказ молодых жён        | англ. Young Wives’ Tale            | Ева Лестер / (англ. Eve Lester)                  |
| 1951 | ф | Дитя Монте-Карло           | англ. Monte Carlo Baby             | Линда Фаррел / (англ. Linda Farrel)              |
| 1952 | ф | Засекреченные люди         | англ. Secret People                | Нора Бринтано / (англ. Nora Brentano)            |
| 1953 | ф | Римские каникулы           | англ. Roman Holiday                | Принцесса Анна / (англ. Princess Ann)            |
| 1954 | ф | Сабрина                    | англ. Sabrina                      | Сабрина Фэйрчайлд / (англ. Sabrina Fairchild)    |
| 1956 | ф | Война и мир                | англ. War and Peace                | Наташа Ростова / (англ. Natasha Rostova)         |
| 1957 | ф | Забавная мордашка          | англ. Funny Face                   | Джо Стоктон / (англ. Jo Stockton)                |
| 1957 | ф | Любовь после полудня       | англ. Love in the Afternoon        | Ариана Шавесс / (англ. Ariane Chavasse)          |
| 1959 | ф | Зелёные поместья           | англ. Green Mansions               | Рима / (англ. Rima)                              |
| 1959 | ф | История монахини           | англ. The Nun’s Story              | Сестра Люк / (англ. Sister Luke)                 |
| 1960 | ф | Непрощённая                | англ. The Unforgiven               | Рэйчел Захария / (англ. Rachel Zachary)          |
| 1961 | ф | Завтрак у Тиффани          | англ. Breakfast at Tiffany’s       | Холли Голайтли / (англ. Holly Golightly)         |
| 1961 | ф | Детский час                | англ. The Children’s Hour          | Карен Райт / (англ. Karen Wright)                |
| 1963 | ф | Шарада                     | англ. Charade                      | Реджина Лэмперт / (англ. Regina Lampert)         |
| 1964 | ф | Париж, когда там жара      | англ. Paris When It Sizzles        | Габриэлль Симпсон / (англ. Gabrielle Simpson)    |
| 1964 | ф | Моя прекрасная леди        | англ. My Fair Lady                 | Элиза Дулитл / (англ. Eliza Doolittle)           |
| 1966 | ф | Как украсть миллион        | англ. How to Steal a Million       | Николь Бонне / (англ. Nicole Bonnet)             |
| 1967 | ф | Двое на дороге             | англ. Two for the Road             | Джоанна Уоллес / (англ. Joanna Wallace)          |
| 1967 | ф | Дождись темноты            | англ. Wait Until Dark              | Сьюзи Хендрикс / (англ. Susy Hendrix)            |
| 1976 | ф | Робин и Мэриан             | англ. Robin and Marian             | Мэриан / (англ. Maid Marian)                     |
| 1979 | ф | Кровная связь              | англ. Bloodline                    | Элизабет Роффе / (англ. Elizabeth Roffe)         |
| 1981 | ф | Все они смеялись           | англ. They All Laughed             | Анжела Ниотис / (англ. Angela Niotes)            |
| 1989 | ф | Всегда                     | англ. Always                       | Хэп, камео / (англ. Hap)                         |

## Телевидение

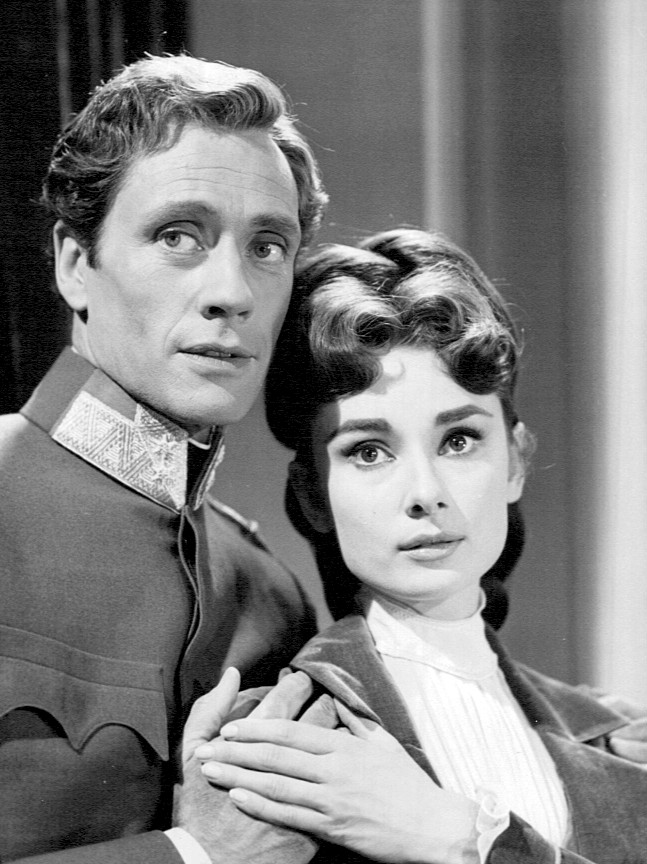
Хепбёрн и Мел Феррер в эпизоде «Майерлинг» (1957) телесериала «Продюсерская витрина»

| Год  |     | Русское название                           | Оригинальное название                          | Роль |
| ---- | --- | ------------------------------------------ | ---------------------------------------------- | --- |
| 1949 | тф  | Соус Тартар (BBC)                          | англ. Sauce Tartare                            | |
| 1950 | с   | Ревю субботнего вечера (BBC)               | англ. Saturday-Night Revue                     | 3 эпизода (15 и 29 июля, 12 августа 1950 года)                                                                                     |
| 1951 | с   | Театр воскресного вечера (BBC)             | англ. Sunday-Night Theatre                     | Силия (англ. Celia) / Эпизод: «Тихое селение» (англ. The Silent Village)                                                           |
| 1952 | с   | CBS: Телевизионная мастерская (CBS)        | англ. CBS Television Workshop                  | Вирджиния Форсайт (англ. Virginia Forsythe) Эпизод: «Дождливый день на райском перекрёстке» (англ. Rainy Day at Paradise Junction) |
| 1957 | с   | Продюсерская витрина (NBC)                 | англ. Producers’ Showcase                      | Мария Вечера (англ. Mary Vetsera) / Эпизод: «Майерлинг» (англ. Mayerling)                                                          |
| 1970 | тф  | Много любви (CBS)                          | англ. A World of Love                          | Играет саму себя |
| 1987 | тф  | Любовь среди воров (ABC)                   | англ. Love Among Thieves                       | Баронесса Кэролайн ДюЛак / (англ. Baroness Caroline DuLac)                                                                         |
| 1988 | док | Американские мастера (PBS)                 | англ. American Masters                         | Играет саму себя Эпизод: «Снято Уильямом Уайлером» (англ. Directed by William Wyler)                                               |
| 1988 | док | Грегори Пек: Человек сам по себе (Cinemax) | англ. Gregory Peck: His Own Man                | Играет саму себя |
| 1993 | с   | Сады мира с Одри Хепбёрн                   | англ. Gardens of the World with Audrey Hepburn | Ведущая |

## Театр
| Год       | Русское название               | Оригинальное название   | Театр                      | Роль                 |
| --------- | ------------------------------ | ----------------------- | -------------------------- | -------------------- |
| 1948—1949 | «Высокие ботинки на пуговицах» | англ. High Button Shoes | «Ипподром», Лондон         | хористка             |
| 1949      | «Соус Тартар»                  | англ. Sauce Tartare     | «Кембридж», Лондон         | хористка             |
| 1950      | «Острый соус»                  | англ. Sauce Piquante    | «Кембридж», Лондон         | гостевой выступающий |
| 1951—1952 | «Джиджи»                       | англ. Gigi              | «Фултон», Нью-Йорк         | Джиджи (гл.р.)       |
| 1954      | «Ундина»                       | англ. Ondine            | «Ричард Роджерс», Нью-Йорк | Ундина (гл.р.)       |